# Halo tu polsat
halo tu polsat (oryg. pisownia tytułu) – polski magazyn poranny emitowany od 30 sierpnia 2024 na antenie telewizji Polsat w piątki, soboty i niedziele od godz. 8.00. Pomysłodawcami programu są Edward Miszczak i Luiza Zając.

## Charakterystyka programu
Program ma charakter poradnikowy – emitowane materiały dotyczą stylu życia, gotowania, rodzicielstwa oraz bieżących tematów społecznych. Jednym z segmentów programu jest prognoza pogody. Tematy odcinka są omawiane z zaproszonymi gośćmi.
Na tle innych magazynów porannych program miał się wyróżniać obecnością publiczności w studiu, jednak już po niespełna czterech miesiącach widownia przestała się w nim pojawiać.

## Produkcja
Kierownictwo nad zespołem przygotowującym program objęła Luiza Zając.
Program nadawany jest na żywo ze studia, które znajduje się w hali 500 w kompleksie Cyfrowego Polsatu w Warszawie.

## Prowadzący i współprowadzący
Gospodarze programu
| Para prowadzących              | Para prowadzących            | Źródło |
| ------------------------------ | ---------------------------- | ------ |
| Paulina Sykut-Jeżyna (od 2024) | Krzysztof Ibisz (od 2024)    | [ 7 ]  |
| Agnieszka Hyży (od 2024)       | Maciej Rock (od 2024)        | [ 7 ]  |
| Katarzyna Cichopek (od 2024)   | Maciej Kurzajewski (od 2024) | [ 7 ]  |

Prowadzący segmenty tematyczne
Wśród prowadzących tematyczne segmenty programu znaleźli się między innymi:
- prognoza pogody: Milena Rostkowska-Galant, Ksenia Chlebicka, Klaudia Kroczek;
- kuchnia: Ewa Wachowicz[7], Mateusz Gessler[7], Martin Gimenez Castro[7], Jerzy Sobieniak;
- wychowanie dzieci – Marcelina Zawadzka[7];
- tematyka społeczna – Anna Rubaj[7];
- show biznes: Aleksander Sikora[7], Maksymilian Behr[7].

## Odbiór
Barbara Bilińska wyraziła się pozytywnie na temat scenografii, w szczególności kolorystyki oraz realizacji telewizyjnej programu. Odeta Moro z Aleksandrą Chmielewską wskazały na profesjonalizm prowadzących, jednak Moro skrytykowała dobór tematów do pierwszego odcinka, który uznała za niezapadający w pamięć, Bilińska natomiast zwróciła uwagę na ogrom autopromocji programów nadawcy. Zdaniem Chmielewskiej program „wpisuje się w charakterystykę stacji, nie wyłamuje się z niej. Jest przygotowany pod widza Polsatu”.
Oglądalność w telewizji linearnej
W pierwszych czterech miesiącach emisji program śledziło średnio niecałe 200 tysięcy widzów, co dało nadawcy udział w paśmie na poziomie 3,6–3,9%. W każdym z tych czterech miesięcy program osiągał niższe wyniki oglądalności od dwóch głównych konkurencyjnych magazynów porannych – Dzień dobry TVN i Pytania na śniadanie. Średnia widownia na przestrzeni całego pierwszego sezonu (2024/2025) wyniosła 178 tys. widzów (SHR: 3,5%).